# Marc Machin
Pour les articles homonymes, voir Marc et Machin.
Marc Machin, né le 14 mai 1982 à Paris, est un délinquant français, connu pour être la victime d'une erreur judiciaire.
Marginal, il est accusé du meurtre d'une femme, en décembre 2001, sur le pont de Neuilly et placé en détention provisoire pour ces faits, alors qu'il est âgé de 19 ans.
Il est condamné en septembre 2004, à 18 ans de réclusion criminelle, puis en appel, en novembre 2005, assortis d'une période de sûreté de 12 ans.
Machin purge sa peine lorsque, en mars 2008, David Sagno, un SDF, s'accuse du meurtre, ainsi que d'un second commis au même endroit, et son ADN est retrouvé sur les effets de la victime. Marc Machin est alors libéré le 7 octobre 2008, puis est finalement acquitté lors d’une rare mesure de procès en révision le 20 décembre 2012 : c'est la huitième personne, depuis 1945, à être innocentée lors d’un procès en révision. Pour ces six ans et demi passés à tort en détention, il reçoit 660 000 euros d'indemnisation.
David Sagno a été condamné, le 23 février 2012, à 30 ans de réclusion criminelle assortis d'une période de sûreté de 20 ans pour les deux meurtres qu'il a commis sur le pont de Neuilly.
Après sa sortie de prison, Marc Machin cumule les condamnations pour recel de vol, violences et agressions sexuelles, ce qui lui vaut d’être réincarcéré.
En mai 2018, Machin est placé en détention provisoire pour viol sous la menace d'une arme. Il est condamné le 14 octobre 2021 à 16 ans de réclusion criminelle pour ces faits.

## Jeunesse
Marc Machin naît le 14 mai 1982 dans le 19e arrondissement de Paris.
Fils d'un gardien de la paix vivant dans le 18e arrondissement à Paris, il est confié à la DDASS en 1987 après une violente dispute entre ses parents : sa mère a tiré dans le mur avec l'arme de service de son père. Il est ensuite placé dans une famille d'accueil et y subit des viols de la part d'un adolescent[réf. nécessaire].
En septembre 1990, ses grands-parents le recueillent à Marseillan dans l'Hérault, où il passe « les plus belles années de sa vie », malgré la mort de sa mère, des suites du Sida, en 1991[réf. nécessaire].
En 1994, Marc Machin est âgé de 12 ans lorsque sa grand-mère meurt d'un cancer. Il passe alors de foyer en foyer jusqu'à ce qu'il regagne le domicile de son père à l'adolescence. Il ne tarde pas à sombrer dans la délinquance et commet des vols, violence et dégradations.
En 1995 à l'âge de 13 ans, Machin commence les déboires avec des absences répétées et un comportement de plus en plus violent. Il ne supporte pas le fait que son père refasse sa vie avec une autre femme.
Machin commence à fumer des cigarettes et du cannabis, en 1996, alors qu'il n'a que 14 ans. Connu pour son tempérament violent, il s'en prend à la compagne de son père, verbalement et physiquement.
En 1998, à l'âge de 16 ans, Machin fait l'objet d'un placement judiciaire au sein d'une association. Il est exclu de cette association à la suite d'une agression commise un sein de l'établissement. Machin est finalement recueilli dans un centre équestre près de Tours, mais demeure également contraint de partir après une nouvelle bagarre.
Machin se retrouve, en 1999, dans une structure en Lozère mais, là encore, il est expulsé après une fugue.
Le 13 mars 2000, âgé de 17 ans et demi, Machin aborde une femme de 40 ans dans un hall d'immeuble de Suresnes, en lui demandant de lui « sucer la chatte ». La jeune femme refuse, mais Marc Machin se jette dessus. La victime parvient à s'enfuir et porte plainte pour agression sexuelle et désigne le cliché de Marc Machin, connu des services de police pour vols, violence et dégradations. Placé en garde à vue, Marc Machin avoue les faits d'agression sexuelle qui lui sont reprochés. Machin est mis en examen et placé en détention provisoire.
Marc Machin comparaît le 15 janvier 2001, devant la Tribunal pour enfants pour les faits d'agression sexuelle commis lorsqu'il était mineur. Machin est condamné à quatre mois d'emprisonnement avec sursis. Il ressort libre du tribunal.
Deux jours plus tard, le 17 janvier 2001, Marc Machin aborde une femme dans les toilettes d’une cafétéria, située dans le 18e arrondissement de Paris, puis se jette sur elle en lui portant plusieurs coups. La victime parvient à s'échapper et à dénoncer Machin, qui est de nouveau placé en détention provisoire pour des faits de violence physique.
Marc Machin, qui est désormais majeur, comparaît devant le Tribunal correctionnel et est condamné à une amende[Information douteuse] — ses quatre mois de prison avec sursis s'ajoutent à sa peine — qui lui vaut d'effectuer plusieurs mois de prison. Machin est libéré en mai 2001.

### Emprisonnement à tort
Le 1er décembre 2001, Marie-Agnès Bedot, 45 ans, est retrouvée morte sur le pont de Neuilly vers 10h. Elle a été frappée deux fois à l'arme blanche dans le haut du thorax (sans doute des coups de couteau dont un mortel). Le lendemain, une infirmière, qui était passée sur les lieux du crime vers 7h35, affirme avoir vu « un jeune homme de type européen, les cheveux courts en arrière noirs ou bruns, portant notamment un blouson de cuir marron clair type aviateur avec un col en fourrure beige » d'après le signalement qu'elle donne aux policiers. Ce dernier lui aurait proposé de lui « sucer la chatte ». La diffusion de son témoignage dans tous les commissariats de la région parisienne donne vite des résultats : un policier de Suresnes se rappelle une phrase similaire prononcée dans une affaire d'agression sexuelle commise dans le hall d'un immeuble en mars 2000 par un jeune homme, Marc Machin, qui a « déjà un casier judiciaire chargé : vols en réunion, violences, dégradation de bien public et deux agressions sexuelles ». Les policiers se rendent au domicile de Marc Machin. Ils y découvrent un blouson de cuir marron avec un col doublé de fourrure synthétique.
Marc Machin est conduit le 13 décembre 2001 au 36 quai des Orfèvres pour interrogatoire.
Marc Machin affirme avoir deux témoins qui peuvent lui fournir un alibi pour la nuit du vendredi 30 novembre au samedi 1er décembre. Mais ses deux amis, marginaux comme lui, se montrent incapables de confirmer ses dires. Puis l'infirmière l'identifie de « façon quasi certaine » alors qu'il pose seul, revêtu du fameux blouson, placé derrière une vitre sans tain. Elle réitère sa déclaration lors d'une brève reconstitution sur le lieu où elle dit l'avoir croisé[source insuffisante]. Marc Machin commence à douter de lui-même, car il mène une vie dissolue, sans horaires fixes comme ses deux copains, embrumée par l'alcool et le cannabis :  à la fin de la deuxième journée de garde à vue, il en vient à se demander s'il ne souffre pas d'un dédoublement de personnalité, comme Guy Georges, le tueur en série. Pour France info, son erreur est d'en faire part aux enquêteurs. Il se retrouve face à Jean-Claude Mulès, un policier très réputé, expert des aveux. Ce dernier parle avec Marc Machin de son enfance, devinant qu'il a été victime d’abus sexuels. Il lui promet aussi une détention ferme de seulement 5 années. Le jeune homme passe aux aveux, bien qu'il soit incapable de décrire directement le meurtre, se contentant de raconter ce qu'il est sûr d'avoir fait avant et après, sans pouvoir décrire l'acte lui-même[source insuffisante]. Il les renouvelle face au juge d’instruction, pressé qu'on arrête de lui poser des questions. Il déclarera par la suite qu'il a dit au policier ce que celui-ci voulait entendre sortir de sa bouche[source insuffisante].
Au terme de sa garde à vue, le 15 décembre 2001, Marc Machin est déféré devant le juge d'instruction, qui le met en examen pour le meurtre de Marie-Agnès Bedot. Il est placé en détention provisoire à la maison d'arrêt de Nanterre.
Machin est extrait de la Prison de Nanterre, le 8 janvier 2002, dans le cadre d'une convocation avec juge d'instruction, Thierry Bellancourt, et revient sur ses aveux en clamant son innocence. Devant le juge, Machin décrit les conditions dans lesquelles se sont déroulées sa garde à vue ainsi que les pressions exercées sur lui lors de son interrogatoire. Il déclare également avoir hâte que les résultats ADN, prélevés sur la victime, tombent afin que son innocence soit reconnue. À la suite de son audition, Marc Machin regagne sa cellule à la Prison de Nanterre, convaincu qu'il sera disculpé.
Quelques mois plus tard, le 22 mai 2002, une autre femme, Maria-Judite Araujo (née au Portugal, le 27 août 1954), est retrouvée morte sur le pont de Neuilly-sur-Seine, tuée à coups de tesson de bouteille et violée. Malgré des similitudes avec le meurtre de Marie-Agnès Bedot, le juge d'instruction refuse de joindre les deux dossiers, du fait que Marc Machin soit un suspect sérieux pour le meurtre de Mme Bedot.
En juillet 2002, les échantillons ADN, prélevés sur Marie-Agnès Bedot, donnent leur résultat : l'ADN de Marc Machin n'est présent ni sur le corps de la victime, ni sur les lieux du crime. Bien que son ADN ne soit pas présent sur la scène du crime, Machin reste toujours le suspect numéro 1 du fait du témoignage de l'infirmière. Machin reste donc en détention provisoire sans même être pris au sérieux par son avocat, Me Louis Balling, qui le croit également coupable du meurtre de Marie-Agnès Bedot.
Marc Machin est renvoyé, en août 2003, devant la Cour d'assises des Hauts-de-Seine, par le juge d'instruction Thierry Bellancourt, pour les faits de meurtre commis à l'encontre de Marie-Agnès Bedot. Le juge Bellancourt clôt l'instruction en estimant que la personnalité de Machin ainsi que ses antécédents judiciaires font de lui le « coupable idéal ». Marc Machin passe ainsi près de trois ans en détention provisoire à la Prison de Nanterre.
Marc Machin comparaît le 8 septembre 2004, devant la Cour d'assises des Hauts-de-Seine, pour le meurtre de Marie-Agnès Bedot. Il a alors 22 ans. Lors de son jugement, Machin a une attitude agressive et se défend maladroitement. Lorsque le président de la Cour évoque à Machin le fait d'avoir « corrigé » son ex-petite amie, le jeune homme reconnaît avoir eu cette altercation, mais pour « lui faire comprendre » qu'elle n'était pas une prostituée. L'analyse du comportement de Machin est lié à une « enfance désastreuse », dont la Cour d'assises prend part au long des deux journées de procès. Le témoignage de l'infirmière, au moment du meurtre de Mme Bedot, le désigne directement comme étant le « coupable idéal ».
Le 9 septembre 2004, Marc Machin est reconnu coupable du meurtre de Marie-Agnès Bedot et condamné à 18 ans de réclusion criminelle. Lorsqu'il regagne sa cellule de prison, à la maison d'arrêt de Nanterre, Machin interjette appel de sa condamnation. Me Louis Balling, l'avocat de Machin, conscient que les aveux de son client et l'absence d'alibi aboutiront toujours à sa condamnation, lui suggère de plaider coupable afin que la Cour d'Assises d'Appel se penche davantage sur sa personnalité et en tienne compte pour la peine. Se sentant trahi par son propre avocat, Marc Machin lui déclare que : « Si vous ne croyez pas en mon innocence et en ma bonne foi, allez au diable ! ». Me Balling n'est dès lors plus l'avocat de Machin.
Marc Machin comparaît du 28 au 30 novembre 2005, devant la cour d'assises d'appel de Versailles (Yvelines), pour le meurtre de Marie-Agnès Bedot. Sa défense est, cette fois, assurée par un avocat commis d'office. Lors du jugement, l'enfance chaotique de Machin est également évoquée. Lors des réquisitions, l'avocate générale de la cour d'assises insiste sur la dangerosité de Machin et déclare : « Vous être dangereux M.Machin, il faut vous mettre hors d'état de nuire ». Marc Machin est condamné à 18 ans de réclusion criminelle, assortis d'une période de sûreté de 12 ans.
Transféré à la Prison de Rouen, Marc Machin sombre dans plusieurs dépressions et se restreint parfois à manger. Contestant sa condamnation, qui le contraint à purger sa peine au minimum jusqu'en 2013, Machin forme un Pourvoi en cassation, afin que son innocence puisse être établie lors d'un troisième procès.
En 2006, la Cour de cassation rejette la pourvoi de Marc Machin, estimant que la procédure a été respectée. Machin est alors en prison depuis presque cinq ans. Apprenant que sa condamnation est définitive, Machin se résigne perdre toute idée de liberté et tout espoir de reconstruire une vie : « Ça y est, je rends les armes. Ce n'est pas une bataille mais la guerre que j'ai perdue ».

### Rebondissement de 2008, procédure en révision et affaires ultérieures
Le 4 mars 2008, vers 2h du matin, David Sagno, un SDF d'origine guinéenne entre dans le commissariat de La Défense et vient se constituer prisonnier en s'accusant des deux meurtres pour soulager sa conscience. Il fait des aveux circonstanciés en donnant des détails précis aux policiers qui l'entendent, même si certains éléments de ses déclarations et son comportement froid et détaché par rapport à l'horreur de son récit questionnent un peu les enquêteurs sur son discernement et son état de santé mentale. Ils se demandent si Sagno n'a pas pu entendre tous les détails qu'il donne des meurtres par l'intermédiaire de la presse, ou s'il n'a pas pu parler avec Machin étant donné que les 2 hommes ont fréquenté le même établissement pénitentiaire. Mais après quelques hésitations, Sagno admet ne pas connaître Machin et ne jamais lui avoir parlé au cours d'une très brève confrontation entre les 2 suspects. Sagno ira même jusqu'à demander pardon à Marc Machin d'avoir écopé à sa place. L'enquête de personnalité va montrer qu'il est atteint d'une forme de dédoublement de personnalité (il s'est inventé un double), et qu'il s'intéresse de très près à l'ésotérisme et aux croyances rituelles (il dit avoir léché le sang des victimes par terre pour se sentir fort). Malgré son état de SDF et sa forte consommation d'alcool depuis l'adolescence, les policiers découvrent qu'il est néanmoins cultivé, s'exprime bien et fréquente assidûment les bibliothèques. Examiné par des experts psychiatres pendant sa détention, ceux-ci estiment que même si ses facultés ont pu être altérées pendant ces actes odieux, David Sagno est accessible à une sanction pénale.
Les scellés des meurtres de Marie-Agnès Bedot et de Maria-Judite Araujo sont analysés afin d'être de nouveau analysés. L'ADN retrouvé sur les corps des deux victimes donne ses résultats le 23 mars 2008 : il s'agit de l'ADN de David Sagno.
Quelques jours plus tard, le 28 mars 2008, Rachida Dati, garde des Sceaux, saisit la commission de révision des condamnations pénales afin de demander la révision du procès de Marc Machin, qui est en prison depuis six ans et trois mois. La commission de révision ordonne également la remise en liberté de Machin, qui est acceptée le 1er juillet 2008.
La libération de Marc Machin est censée intervenir le 7 juillet 2008, mais cette dernière est toutefois reportée en raison d'une agression physique commise par Machin à l'encontre d'un surveillant de sa prison. Machin est donc condamné à trois mois de prison supplémentaires pour l'agression de son surveillant, à la Maison d'arrêt de Rouen.
Marc Machin est libéré le 7 octobre 2008, après six ans et dix mois de détention. Il a alors 26 ans. Son ancien avocat, Me Louis Balling, qui était convaincu de sa culpabilité, redevient finalement son avocat. Libéré, Marc Machin ne s'exprime pas beaucoup afin de donner une bonne image de lui en déclarant : « J'ai 26 ans et ma vie à construire ».
En 2008 et 2009, Marc Machin apparaît dans plusieurs émissions télévisées, consacrées à son histoire. Machin écrit également un livre intitulé Seul contre tous qui paraît aux éditions Pascal Galodé en mars 2009. Marc Machin est dès lors soutenu par toutes les personnes qui le connaissent et qui ont de la compassion pour ce jeune homme ayant purgé près de sept ans de prison à tort.
Marc Machin est toutefois interpellé, le 15 juin 2009, après avoir commis trois agressions sexuelles, dont deux d'entre-elles sur des mineures de 14 et 15 ans. Machin est donc placé en détention provisoire, en l'attente de son jugement. La réputation de Marc Machin se dégrade vis-à-vis du public, qui croyait en sa bonne personnalité ainsi que sa réinsertion.
La Cour de révision rend sa décision le 13 avril 2010, pendant la détention de Marc Machin, et annule sa condamnation pour le meurtre de Marie-Agnès Bedot, perpétré sur le Pont de Neuilly-sur-Seine. L'annulation de sa condamnation intervient au même moment que celle de Loïc Sécher.
Marc Machin comparaît le 18 mai 2010, pour les faits d'agressions sexuelles. Il déclare lors de son procès : « J'étais rattrapé par mes vieux démons, ma colère et ma frustration ont pris le pas sur ma réflexion ». Machin est condamné à trois ans de prison ferme assortis de cinq ans de suivi socio-judiciaire ainsi que d'une injonction de soins. Après sa condamnation, Machin purge au total pratiquement deux ans et demi de prison supplémentaires durant lesquels le procès de David Sagno ainsi que son procès en révision font l'objet d'un renvoi devant les assises.
Marc Machin est libéré de prison le 4 décembre 2011, sous le port d'un bracelet électronique. Il intègre un foyer dans le 11e arrondissement de Paris, mais en est également expulsé, en raison de son comportement.
Dans la nuit du 31 décembre 2011 au 1er janvier 2012, Machin disparaît du foyer dans lequel il a l'obligation de loger. La direction de l'établissement informe alors un juge d'application des peines du tribunal de Paris, qui délivre un mandat d'arrêt à l'encontre Marc Machin. La brigade de l'éxecution des décisions de justice est alors chargée de l'enquête.
Marc Machin est repéré le 5 janvier 2012, à l'hôpital Saint-Antoine, dans le 12e arrondissement de Paris, au sein duquel il se fait soigner pour une blessure à la main à la suite d'une bagarre. Machin est arrêté le jour même puis de nouveau placé en détention provisoire pour non-respect de ses obligations de suivi.
David Sagno est condamné le 23 février 2012, à 30 ans de réclusion criminelle assortis d'une période de sûreté de 20 ans.
Marc Machin sort de prison le 17 septembre 2012 et retourne vivre chez son père, avant de rencontrer une jeune femme et de s'installer chez elle.
Marc Machin comparaît du 17 au 20 décembre 2012, devant la Cour d'assises de Paris, dans le cadre de son procès en révision pour le meurtre de Marie-Agnès Bedot. Lors des quatre journées de procès, le commissaire Mules et le juge se font porter pâles. Appelé à la barre, David Sagno, qui assiste au procès de Machin demande à être pardonné par sa famille, celle des victimes et Marc Machin : « Je lui présente mes excuses, il a passé 7 ans de prison à cause de moi ».
Le 20 décembre 2012, Marc Machin est acquitté.

### Affaires ultérieures
En janvier 2013, dans le couloir d'un immeuble Parisien, Fayçal Z. se dispute avec l'un de ses voisins, lorsque Marc Machin vient à la rescousse de Fayçal, en giflant le voisin. Voyant que son voisin a laissé tomber son téléphone portable, Fayçal décide de le ramasser et le confie à Marc Machin. Le voisin, ne trouvant plus son téléphone portable, se refuse à le reprendre de peur d'être de nouveau agressé et malgré le fait que Machin et Fayçal frappent à sa porte dans le but de lui rendre.
Dans la nuit du 1er février 2013, Marc Machin fume une cigarette au pied d'un immeuble lorsqu'une patrouille de police intervient pour un tapage nocturne dans une des résidences de l'établissement. En voyant les policiers, Machin jette un téléphone portable sous un camion en pensant que la patrouille policière vient pour le vol de téléphone. Les agents récupèrent le téléphone puis interpellent Marc Machin avec Fayçal Z. pour vol de téléphone mobile. Tous deux sont mis en examen pour coups et blessures, vol et recel de téléphone portable. Ils sont toutefois laissés en liberté sous contrôle judiciaire.
Marc Machin et Fayçal Z. comparaissent le 23 avril 2013, devant le Tribunal correctionnel de Paris, pour le vol de téléphone portable. Le tribunal les condamne à six mois de prison avec sursis assortis d'un suivi de deux ans avec obligation de trouver un travail et un domicile. Marc Machin et Fayçal Z. ressortent donc libres.
Le 16 juin 2014, la Cour d'appel examine la demande de Marc Machin et lui accorde plusieurs centaines de milliers d'euros de dommages-intérêts pour les 2 126 jours passés derrière les barreaux. Machin obtient finalement 663 320 euros d'indemnisation. Son indemnisation est l'une des plus fortes sommes jamais octroyée pour une erreur judiciaire.
Dans la soirée du 9 novembre 2014, une altercation éclate entre Marc Machin et un homme dans une rue d'un quartier populaire du nord-est de Paris. Machin est arrêté, le soir-même de cette bagarre, en pleine rue et conduit dans un commissariat parisien. Il est toutefois relâché le 10 novembre 2014.
Machin est de nouveau interpellé, le 11 novembre 2014, puis conduit devant le Tribunal correctionnel en Comparution immédiate. Outre les 400 euros d'amende, le tribunal condamne Machin à verser 50 euros de dommages et intérêts à son voisin, tout en devant verser 200 euros supplémentaires pour le préjudice moral causé à chacun des trois officiers de police par ses insultes. Marc Machin est toutefois relaxé pour les faits de violence avec des policiers au cours de sa garde à vue. Il ressort donc libre du tribunal.
Un an plus tard, en novembre 2015, la compagne de Marc Machin porte plainte contre lui pour violences conjugales. Marc Machin prend la fuite et part en cavale pendant plusieurs semaines en se réfugiant dans un hôtel du 9e arrondissement de Paris.
Marc Machin est interpellé, le 11 janvier 2016, pour les faits de violences conjugales dénoncés par sa compagne ainsi que pour avoir enfreint ses obligations. Il est de nouveau placé en détention provisoire pour ces faits. Comme à son habitude, Machin est jugé comme étant « déséquilibré et présentant un risque de récidive ». Il passe alors plus d'un an en prison.
Marc Machin est libéré en avril 2017, après quinze mois de détention. Il est libre mais en ayant dilapidé toutes ses indemnités.

### Affaire de viol
Le 21 avril 2018, il est accusé par une femme de 22 ans d’avoir pénétré à son domicile, rue Saint-Maur à Paris, de l’avoir violée sous la menace d’un couteau de cuisine, puis de l’avoir forcée à effacer les traces du crime avant d’emporter sa carte bancaire pour retirer de l'argent au distributeur. Les images de surveillance de la banque parviennent à confondre Marc Machin malgré son visage dissimulé, notamment grâce au tatouage qu'il porte au cou, tandis que son ADN est retrouvé sur la jupe de la jeune femme.
Marc Machin est interpellé le 17 mai 2018 et placé en garde à vue. Lors de son interrogatoire, Machin reconnaît les faits. Il est placé en détention provisoire pour des faits de « viol commis sous la menace d'une arme », « extorsion avec arme », « escroquerie », « vol » et « violation de domicile ».
Marc Machin comparaît du 11 au 14 octobre 2021, devant la Cour d'assises de Paris. Il est jugé devant la Cour d'assises qui l'avait acquitté neuf années auparavant. Machin est jugé pour « viol commis sous la menace d'une arme », « extorsion avec arme », « escroquerie », « vol » et « violation de domicile ».
Il est condamné le 14 octobre 2021, à 16 ans de réclusion criminelle. Sa peine est assortie d'une période de cinq ans de suivi socio-judiciaire, ainsi qu’au versement de 25 000 euros de dommages et intérêts à la victime. Le 22 novembre 2022, il renonce à faire appel de sa condamnation et est définitivement condamné à 16 ans de réclusion criminelle.

### Documentaires télévisés
- « Marc Machin, les meurtres du pont de Neuilly » le 22 septembre 2013 dans Faites entrer l'accusé présenté par  Frédérique Lantieri sur France 2.
- « Psychose sur le pont de Neuilly » (premier reportage) dans « ... en Ile-de-France » le 14 octobre 2013 dans Crimes sur NRJ 12.
- « Affaire Marc Machin : les meurtres du pont de Neuilly » (premier reportage) le 15 novembre 2014 dans Chroniques criminelles sur NT1.
- « Spéciale erreurs judiciaires » (premier reportage) dans l'émission Présumé Innocent sur D8.